# Stefan Artwiński
Stefan Władysław Artwiński (ur. 11 sierpnia 1863 w Igołomi, zm. 1 listopada 1939 w Kielcach) – polski farmaceuta, legionista (ps. „Stary”, „Dębno”), prezydent Kielc w latach 1934–1939.

## Życiorys

### Okres do końca I wojny światowej
Urodził się we wsi Igołomia k. Miechowa, w rodzinie urzędnika dworskiego i samorządowego Tomasza Artwińskiego (1829–1905) i Marii z Piotrowskich (1833–1901). Miał dziewięcioro rodzeństwa: siostry Teresę (1852), Stanisławę (1853–1939), Agnieszkę (1855–1893), Michalinę (1857–1913), Mariannę (1862–?), Wandę (1874–1895), oraz braci Józefa (1850–1877), Adolfa (1860–1867) i Leona (1868–1870). Rodzina Artwińskich wywodziła się ze zdeklasowanej po roku 1832 szlachty, pieczętującej się herbem Dębno. W domu rodzinnym Stefana panował duch patriotyzmu i tradycja popowstaniowa, co zaważyło na dalszych losach przyszłego prezydenta Kielc. Początkowo pobierał nauki w domu. W roku 1873 zaczął uczęszczać do gimnazjum w Pińczowie, lecz w wyniku kłótni z carskim urzędnikiem został z niego wydalony z wilczym biletem. Maturę zdał eksternistycznie. Studia podjął na Uniwersytecie Warszawskim, gdzie w roku 1890 ukończył farmację uzyskując tytuł prowizora farmacji. W trakcie studiów odbywał praktyki w stołecznych aptekach, a później wyjechał do Dorpatu w Rosji (obecnie Tartu w Estonii).
Po studiach przeniósł się na Kielecczyznę. Początkowo prowadził drogerię w Kielcach, by później przenieść się do Buska-Zdroju i Łopuszna, gdzie kierował aptekami. W roku 1901, po powrocie do Kielc, stał się właścicielem apteki. W międzyczasie jego syn Eugeniusz, uczęszczając do kieleckiego gimnazjum, działał w tajnym związku młodzieży. Gdy związek został odkryty przez szkolne władze oraz carską policję, by uniknąć aresztowania syna, Stefan Artwiński zdecydował o przeniesieniu rodziny do Krakowa, co miało miejsce w 1909.

#### Działalność niepodległościowa
Zostając sam w Kielcach zaczął działać na rzecz niepodległości. Od 1906 roku był członkiem Rady Miasta Kielce. W 1912 wstąpił do Polskiej Partii Socjalistycznej – Frakcji Rewolucyjnej. Podczas I wojny światowej był członkiem zarządu Rady Okręgowej Ziemi Kieleckiej, a także działał w Polskiej Organizacji Wojskowej. W 1915 roku, gdy Austriacy zajęli miasto, był współzałożycielem schroniska dla legionistów. W 1917 został prezesem działającego legalnie Towarzystwa „Piechur”, które było wykorzystywane przez POW jako przykrywka do tajnej działalności. Podczas wyzwalania miasta spod okupacji austriackiej brał czynny udział w rozbrajaniu wojsk przeciwnika. Działał w Związku Strzeleckim, gdzie do 1923 pełnił funkcję prezesa.

### Okres międzywojenny
Gdy Polska odzyskała niepodległość w 1918 roku Artwiński rozpoczął działania na rzecz odbudowy państwowości. W międzyczasie w 1919, po otrzymaniu koncesji, otworzył aptekę, która mieściła się przy skrzyżowaniu ulic Dużej i Konstantego (obecnie ul. Sienkiewicza). W tym samym roku ugrupowania lewicowe przedstawiły go jako kandydata na urząd prezydenta miasta, lecz nie objął tego stanowiska. Wszedł za to w skład delegacji, która w Warszawie negocjowała z sukcesem utworzenie województwa kieleckiego. W wyniku nieudanej walki o prezydenturę oraz chęci odpoczęcia od dotychczasowej działalności niepodległościowej usunął się na kilka lat z życia politycznego poświęcając się pracy zawodowej.
W 1929 roku powrócił do działalności politycznej i społecznej obejmując ponownie stanowisko prezesa Związku Strzeleckiego. Pozostał na nim aż do wybuchu II wojny światowej. Został działaczem Federacji Polskich Związków Obrońców Ojczyzny oraz wstąpił do Bezpartyjnego Bloku Współpracy z Rządem. W listopadzie 1934 roku został wybrany na urząd prezydenta Kielc.

### Ostatni okres życia (IX–XI 1939)

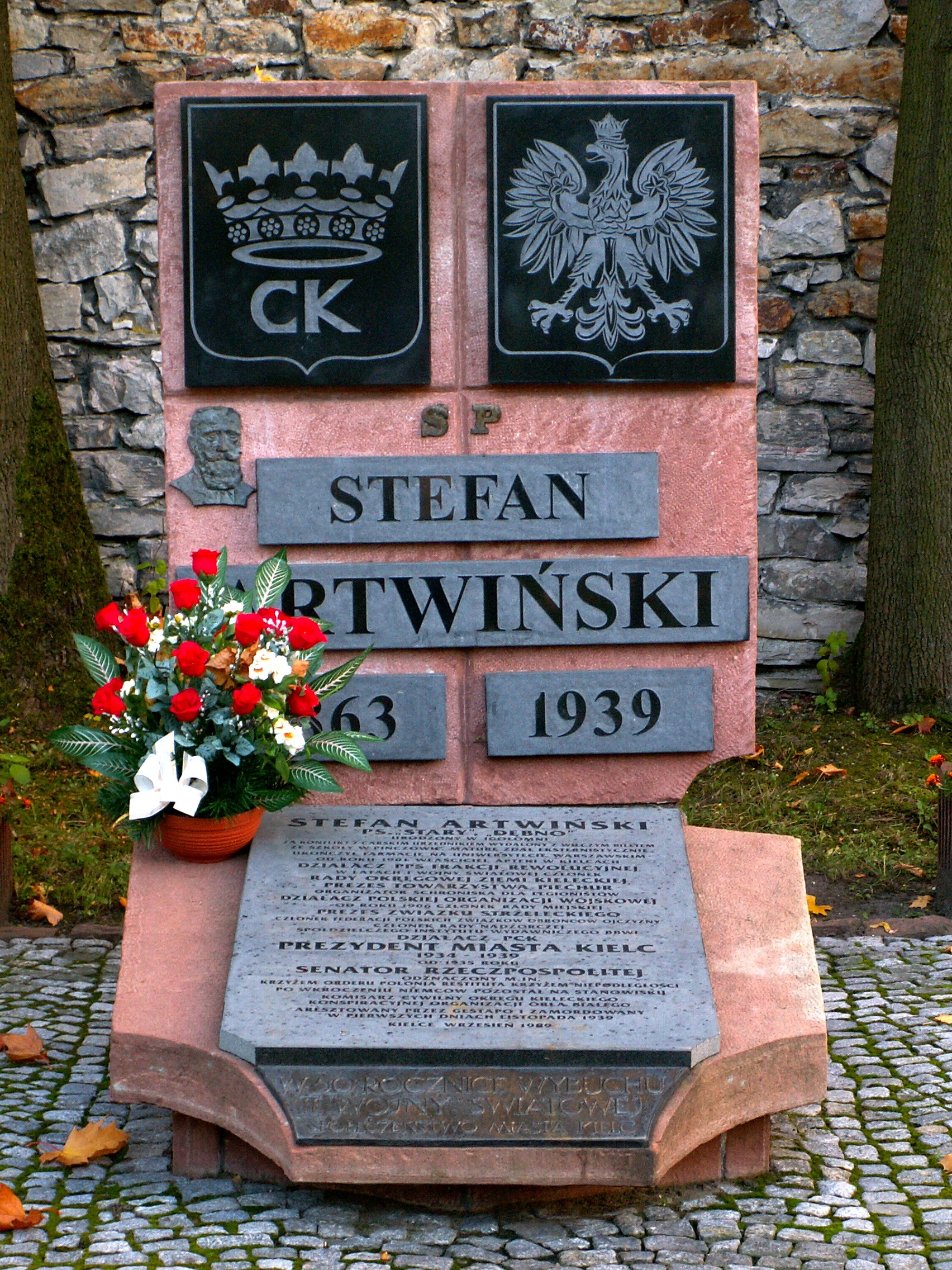
Grób Stefana Artwińskiego na cmentarzu Partyzanckim w Kielcach

W momencie wybuchu II wojny światowej pozostał w Kielcach, mimo namawiania go do wyjazdu przez ówczesnego wojewodę kieleckiego Władysława Dziadosza. Objął w tych dniach kierownictwo Obywatelskiego Komitetu Obrony Kielc, tu m.in. zaangażowany w tworzenie systemu obrony miasta. Po rozpoczęciu okupacji Kielc przez Niemców nadal działał na rzecz miasta i jego mieszkańców, między innymi przeznaczając pieniądze z miejskiej kasy na pomoc zdrowotną i żywnościową, rozdawał kartki na żywność oraz niszczył dokumenty wojskowe znajdujące się w Urzędzie Miasta, dzięki czemu uchronił wiele osób przed represjami okupanta. Stanął także na czele pierwszej na Kielecczyźnie organizacji konspiracyjnej „Orzeł Biały”.
W dniu 20 października 1939 otrzymał od Niemców rozkaz opuszczenia kieleckiego magistratu, a 27 października został aresztowany przez Gestapo, prawdopodobnie w ramach dużej akcji represyjnej (tzw. Intelligenzaktion) skierowanej przeciwko polskiej inteligencji i znaczącym działaczom społeczno-politycznym, realizowanej w tym czasie na całym obszarze Polski przez gestapo.
2 listopada 1939 znaleziono jego zmasakrowane zwłoki zakopane w lesie na Wiśniówce. Okoliczności śmierci nadal pozostają niewyjaśnione. Przez długi czas przyjmowano, że zginął zakatowany przez gestapo. Autor jego biografii sugeruje zwykłe morderstwo na tle rabunkowym. Dowodem na tę tezę może być fakt, że sami Niemcy poszukiwali sprawców zbrodni. 10 listopada, urządzono mu w konspiracji pogrzeb i pochowano w użyczonym grobowcu rodzinnym Ryszarda Borchólskiego na cmentarzu nowym w Kielcach.

## Ordery i odznaczenia
- Krzyż Komandorski z Gwiazdą Orderu Odrodzenia Polski (pośmiertnie, 9 listopada 2009)[5]
- Krzyż Niepodległości (24 października 1931)[6]
- Krzyż Kawalerski Orderu Odrodzenia Polski (10 listopada 1933)[7]
- Krzyż Walecznych (1923)[8]
- Srebrny Krzyż Zasługi (7 listopada 1929)[9]
- Krzyż Legionowy (1927)[8]
- Krzyż POW (1919)[8]

## Upamiętnienie
Po wojnie podejmowane były starania, by przenieść prochy do osobnego grobowca. Pod koniec 1984 roku została podjęta uchwała przez Miejski Zarząd Delegatów Stronnictwa Demokratycznego w Kielcach o przeniesieniu ciała na cmentarz wojenny. Uchwała Zarządu Wojewódzkiego PCK w Kielcach z czerwca 1989 zainspirowała władze miasta do podjęcia działań mających na celu przeniesienie prochów prezydenta na godne miejsce pochówku. Ostatecznie 28 września 1989 roku Stefan Artwiński spoczął we własnym grobowcu na cmentarzu Partyzanckim przy ul. Ściegiennego w Kielcach.
Od 2 czerwca 2007 Stefan Artwiński jest patronem Szkoły Podstawowej nr 5 w Kielcach przy ul. Wróblej 5. Jego imię nosi również jedna z kieleckich ulic. Na terenie Kielce działa fundacja jego imienia, która corocznie organizuje serie wydarzeń upamiętniających Artwińskiego. W Ratuszu znajduje się marmurowa tablica pamiątkowa z jego wizerunkiem. Krzyż Komandorski z Gwiazdą Orderu Odrodzenia Polski z 2009 roku jest prezentowany w nazwanej jego imieniem sali sesyjnej Urzędu Miasta Kielce. Odsłonięta została także tablica pamiątkowa na budynku nr 11 przy ulicy H. Sienkiewicza, gdzie w latach 1934–1939 mieszkał.